# آخرین شوگرل
آخرین شوگرل (انگلیسی: The Last Showgirl) یک فیلم درام آمریکایی محصول سال ۲۰۲۴ به کارگردانی جیا کوپولا و نویسندگی کیت گرستن است. در آن بازیگرانی چون پاملا اندرسون، جیمی لی کرتیس، دیو باتیستا، برندا سونگ، کرنان شیپکا، بیلی لورد و جیسون شوارتزمن به ایفای نقش پرداخته‌اند.
این فیلم نخستین نمایش جهانی خود را در جشنواره بین‌المللی فیلم تورنتو در تاریخ ۶ سپتامبر ۲۰۲۴ داشت و در ۱۳ دسامبر ۲۰۲۴ در ایالات متحده اکران شد. منتقدان نقدهای عموماً مثبتی به آن دادند. این فیلم در هشتاد و دومین مراسم گلدن گلوب نامزد دو جایزه بهترین بازیگر زن – فیلم درام برای اندرسون و  بهترین ترانه غیراقتباسی شد.

## زمینهٔ داستان
پس از یک دوره موفق سی‌ساله، شوگرل باتجربه‌ای (اندرسون) پس از خاتمهٔ ناگهانی نمایش باید برای آینده‌اش برنامه‌ریزی کند.

## بازیگران
- پاملا اندرسون
- جیمی لی کرتیس
- دیو باتیستا
- برندا سونگ
- کرنان شیپکا
- بیلی لورد
- جیسون شوارتزمن